# Eino Katajavuori

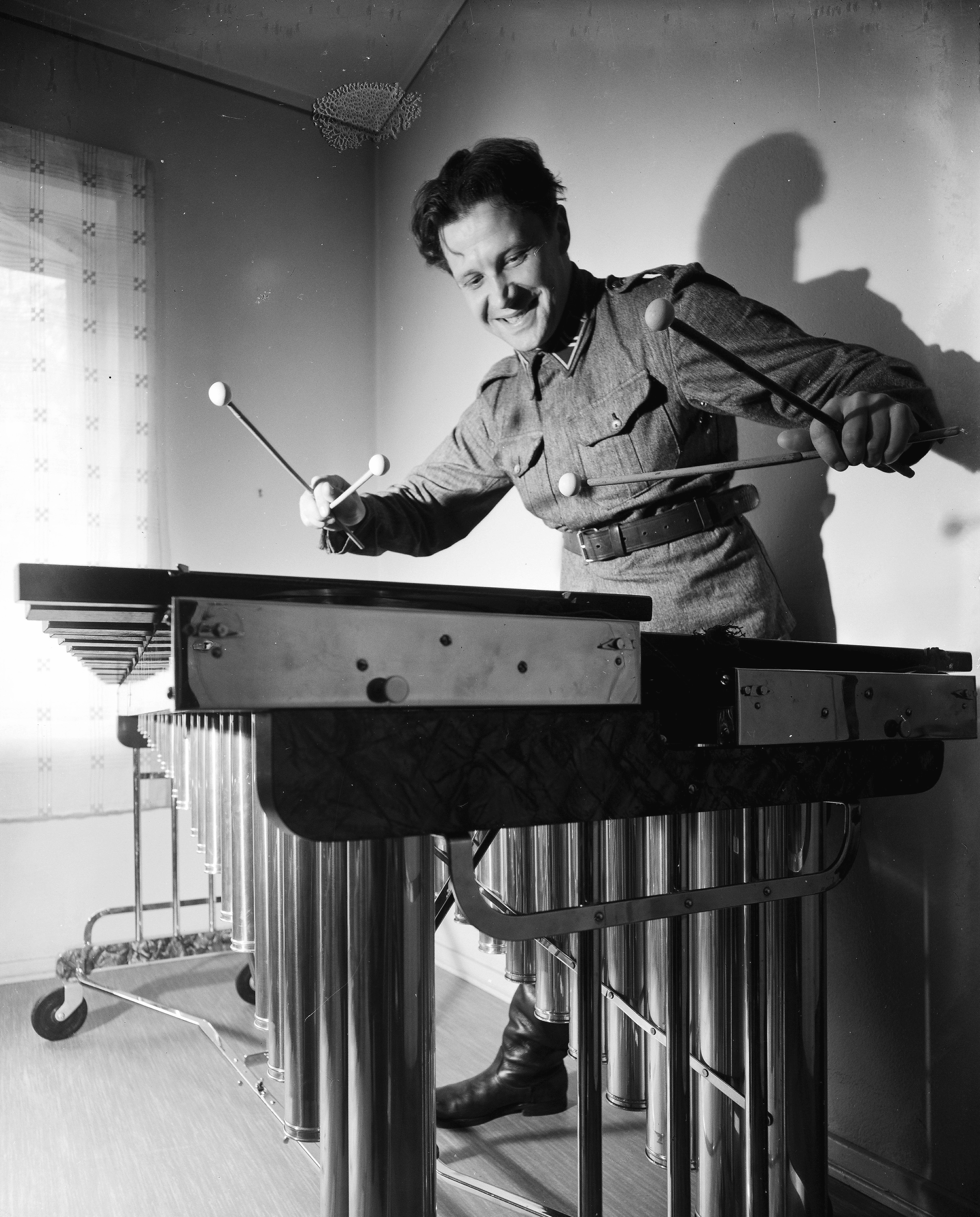
Eino Katajavuori år 1942.

Eino Kullervo Katajavuori (Ehnberg fram till 1906), född 1 december 1905 i Helsingfors, död 9 april 1984 i Helsingfors, var en finländsk xylofonist, sångare, skådespelare och orkesterledare. Katajavuori var far till jazzmusikern Esa Katajavuori.
Ursprungligen ämnade Katajavuori bli elektriker, men bedrev musikstudier vid Helsingfors musikinstitut 1929–1931 samt studerade skådespeleri vid Helsingfors folkkonservatorium. Då han 1926 uppträdde på restaurang Cuba i Helsingfors etablerades kontakt med Martti Jäppilä, vilken värvade Katajavuori som xylofonist till orkestern Dallapé. Katajavuori var även orkesterns kapellmästare 1937–1938 och efterträdde därmed Georg Malmstén i den befattningen. Som musiker i orkestern medverkade han vid ett stort antal av dess grammofoninspelningar. 1929 skivdebuterade han under eget namn, då han på piano spelade Pieno mutta hieno. Efter att lämnat Dallapé 1938 fortsatte han uppträda tillsammans med Georg Malmstén, Viljo Vesterinen och George de Godzinsky. Under vinterkriget tillhörde han underhållningstrupperna.
Katajavuori filmdebuterade 1945 som huvudrollsinnehavare i Kohtalo johtaa meitä, vari han även framför två xylofonsolon. Sin sista film gjorde han 1960. Under efterkrigstiden turnerade han med varietéprogram i Norden, Centraleuropa och USA, och blev 1958 medlem i Humppa-Veikot. Ännu som 70-åring utgav han soloalbum; det första 1972 med den egenkomponerade Caramba Caracho och under våren 1973 med Etana asialla.
I Iskelmän kultainen kirja av Peter von Bagh och Ilpo Hakasalmo listas Katajavuori som en av Finlands 125 viktigaste artister, kompositörer och sångtextförfattare.